# حسام بنينة
حسام بنينة (14 ديسمبر 1994 في تونس -) هو لاعب كرة قدم تونسي في الدفاع.

## روابط خارجية
- حسام بنينة على موقع قاعدة بيانات كرة القدم.إي يو (الإنجليزية)
- حسام بنينة على موقع Soccerway.com (الإنجليزية)
- حسام بنينة على موقع عالم كرة القدم.نت (الإنجليزية)